# Савостьянов, Евгений Евгеньевич
Евге́ний Евге́ньевич Савостья́нов (бел. Яўген Яўгенавіч Савасцьянаў; род. 30 января 1988, Волковыск, Гродненская область) — белорусский футболист, защитник клуба «Ключевия». Мастер спорта Республики Беларусь международного класса.

## Карьера

### Клубная
Воспитанник волковысской ДЮСШ-1. Первый тренер — Евгений Савостьянов (отец). С 2005 года выступал за гродненский «Неман», с 2007 года стал проходить в основной состав команды. В сезоне 2013 выступал на позиции опорного полузащитника.
8 декабря 2013 года в статусе свободного агента заключил долгосрочный контракт с клубом «Гомель». Сначала выступал в качестве опорного полузащитника, позднее стал играть на позиции правого защитника. В августе получил травму, из-за которой выбыл до конца сезона. В сезоне 2015 остался в «Гомеле», несмотря на трудную финансовую ситуацию в клубе. В составе команды вновь стал выступать в опорной зоне.
В июле 2015 года из-за невыполнения контрактных обязательств подал в суд на «Гомель», а сам стал тренироваться с «Неманом». 30 июля 2015 года было объявлено о возвращении Савостьянова в Гродно на правах аренды. По окончании сезона 2015 интерес к Савостьянову стало проявлять минское «Динамо», однако в феврале 2016 года футболист подписал контракт с «Неманом». Начало сезона 2016 пропустил из-за травмы, летом вернул место в основе.
В начале 2017 года пробовал трудоустроиться в других клубах, таких как солигорский «Шахтёр» и талдыкорганский «Жетысу» но вернулся в Гродно и в марте продлил соглашение с «Неманом» на два года. В сезоне 2017 был основным опорным полузащитником гродненцев, только в мае, октябре и ноябре отсутствовал из-за травм. Сезон 2018 начинал в основном составе, в мае не играл из-за травмы, после возвращения некоторое время выходил на замену, в июле вернул место в стартовом составе.
В декабре 2018 года перешёл в «Слуцк». Был одним из основных полузащитников команды. В июле 2019 года покинул слуцкий клуб. В августе присоединился к могилёвскому «Днепру». По окончании сезона покинул клуб.
В марте 2020 гола стал игроком «Сморгони».

### В сборной
Бронзовый призёр молодёжного чемпионата Европы 2011 в Дании. Выступил за олимпийскую сборную Беларуси в товарищеском матче.

## Достижения
- Бронзовый призёр молодёжного чемпионата Европы: 2011

## Личная жизнь
Интересуется историей Древнего мира, из музыки предпочитает русский рэп, из литературы — стихи Есенина.